# Irena Duka
Pogledajte također „Irena Komnena Doukaina”.
Irena Duka (grčki Εἰρήνη Δούκαινα, Eirēnē Doukaina; engleski Irene Doukaina; oko 1066. — 19. veljače 1138.) bila je bizantska carica bugarskog podrijetla, čiji su roditelji bili Andronik Duka (bratić Mihaela VII.) i njegova supruga, Marija Bugarska (unuka Ivana Vladislava Bugarskog).
Godine 1078., Irena se udala za Aleksija I. Komnena; imala je 11 godina. Obitelj Duka je zbog toga podupirala Aleksija, ali je njegova majka, Ana Dalasena, bila neprijateljica te obitelji te je htjela da se Aleksije rastane i oženi Marijom od Alanije, koja je bila bivša carica. Obredu krunidbe Irena nije nazočila, po Aninoj naredbi, ali je Irenina obitelj uspjela uvjeriti carigradskog patrijarha Kozmu I. da okruni i nju, što je učinio tjedan kasnije, a zbog čega ga je Ana dala smijeniti. Ana se nastavila miješati u osobni život svog sina do svoje smrti.
Ovo su djeca Irene i Aleksija:
- Ana Komnena[2]
- Marija Komnena
- Ivan II. Komnen
- Andronik (sin Aleksija I.)
- Izak (sin Aleksija I.)
- Eudokija Komnena (kći Aleksija I.)
- Teodora Komnena (kći Aleksija I.)
- Manuel
- Zoe Komnena

Irena je bila plavooka i sramežljiva te ju je kći Ana opisala kao ženu „očaravajućega glasa”. Ana je majku veoma voljela, što joj je bilo uzvraćeno jer je Irena odlučila s njom ući u urotu i svrgnuti Ivana II. kako bi Ana zavladala. Ipak, Ivan je sve otkrio te je majku i sestru poslao u manastir, gdje je Irena postala učiteljica djevojčica te je pomagala siromašnima ostatak života. Pisala je Teofilaktu Ohridskom.